# هان بينغفي
هان بينغفي (بالصينية: 韩鹏飞) هو لاعب كرة قدم صيني في مركز الدفاع، ولد في 28 أبريل 1993 في بكين في الصين. شارك مع منتخب الصين تحت 23 سنة لكرة القدم. أما مع النوادي، فقد لعب مع مافرا ونادي غوانزو.

## وصلات خارجية
- هان بينغفي على موقع قاعدة بيانات كرة القدم.إي يو (الإنجليزية)
- هان بينغفي على موقع Soccerway.com (الإنجليزية)
- هان بينغفي على موقع اللجنة الأولمبية الصينية (الإنجليزية)